# Ignasi d'Antioquia
Ignasi d'Antioquia (grec antic: Ἰγνάτιος Ἀντιοχείας; llatí: Ignatius Antiochenus) (província romana de Síria, c. 35 dC - Roma, 108) conegut com a Ignasi el Teòfor (Ἰγνάτιος ὁ Θεοφόρος) o Ignasi el Deifer (epítet que vol dir —segons ell mateix— ‘aquell que porta Déu al cor’), fou un dels pares de l'Església del segle i, mort vers l'any 107/116.

## Vida
Abul Faragi diu que fou nadiu de Nura, que podria ser la ciutat d'aquest nom a Sardenya o la de Nora, a Capadòcia, però molts historiadors pensen que en realitat la paraula «Nura» no es refereix al lloc de naixement. Alguns historiadors el fan deixeble de sant Pere, especialment Teodoret.
L'any 69 fou nomenat bisbe d'Antioquia, potser succeint a Evodi (44-69) o potser al mateix temps, ja que en aquella època era freqüent la presència de més d'un bisbe a les ciutats grans.

### Martiri
Quan Trajà era a Antioquia per fer campanya contra els parts, Ignasi, que aspirava al martiri, es va oferir a l'emperador com a víctima. La conversa amb l'emperador és reproduïda al Martyrium Ignatii. Trajà el va condemnar a ser enviat a Roma i llançat a les feres, cosa que es va produir segurament un 20 de desembre. L'any és discutit: alguns opten pel 107 i d'altres per dates posteriors, fins al 116.
Les seves restes foren retornades a Antioquia pels seus seguidors i més tard l'emperador Teodosi II les va dipositar a l'església de Sant Ignasi (abans temple de la Fortuna) a Antioquia; dels posteriors trasllats n'hi ha diverses versions.
L'església catòlica commemora el seu martiri el 17 d'octubre i l'església grega el 20 de desembre.

## Obra
Durant el viatge d'Antioquia a Roma hauria escrit set cartes, enumerades per Jerònim (De Viris Illustr 100.16) i Eusebi Escolàstic (H. E. 3.46). L'autenticitat de les versions que es conserven ha estat qüestionada. Josep Rius-Camp les ha traduïdes al català.
- «Carta d'Ignasi als tral·lians»[1]

- «Carta d'Ignasi als romans»[2]
- «Carta d'Ignasi als magnesis»[3]
- «Carta espúria als filadelfis, segona part de la primitiva carta d'Ignasi als magnesis»[4]
- «Carta d'Ignasi als efesis»[5]
- «Carta espúria als esmirnesos, segona part de la primitiva carta d'Ignasi als efesis»[6]
- «Carta a Policarp, part de la cloenda de la primitiva carta d'Ignasi als efesis»[7]

## Imatges

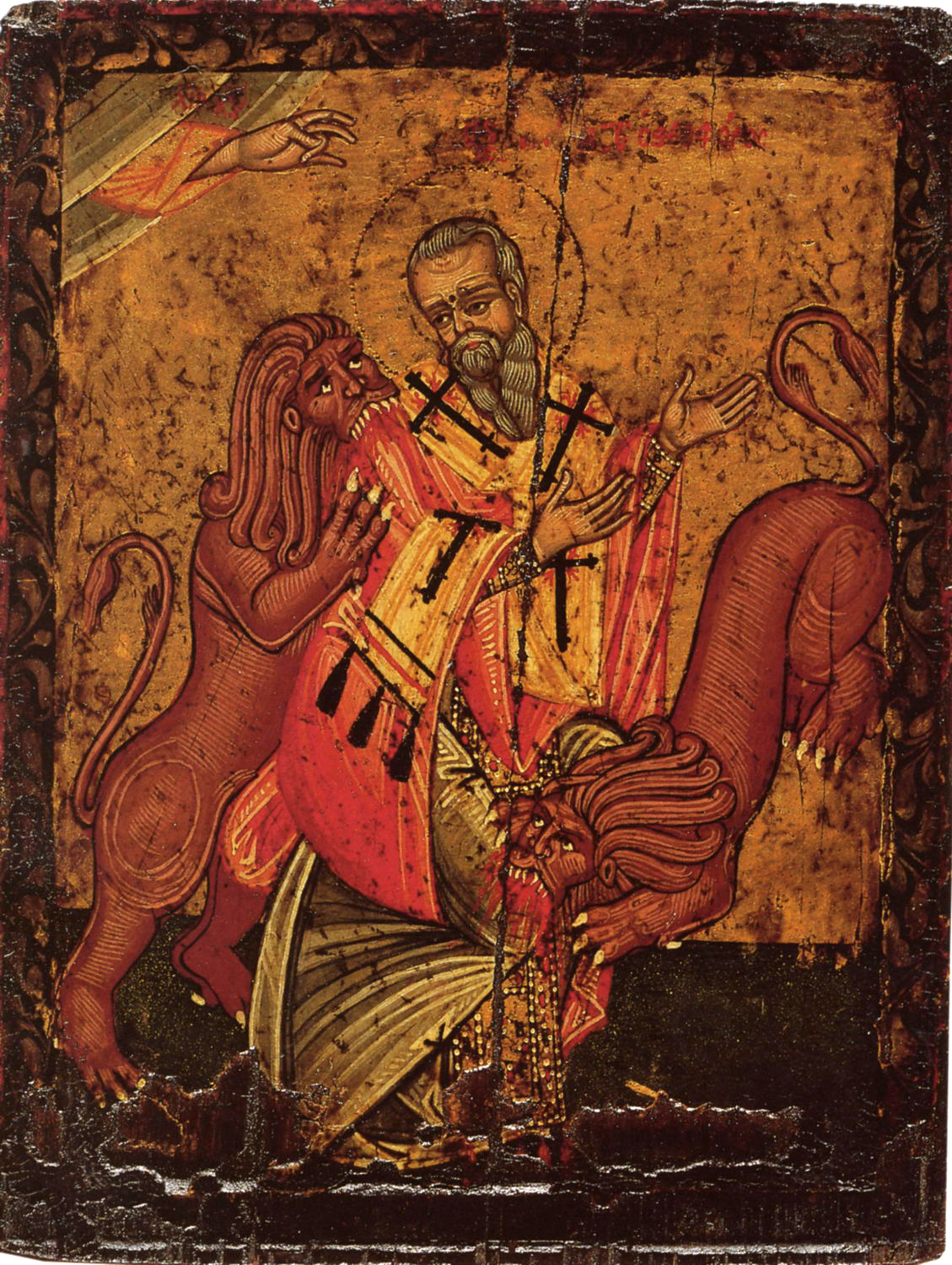
Icona oriental
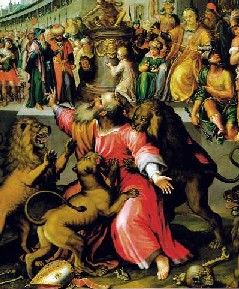
Martiri del sant, pintura del s. XVI
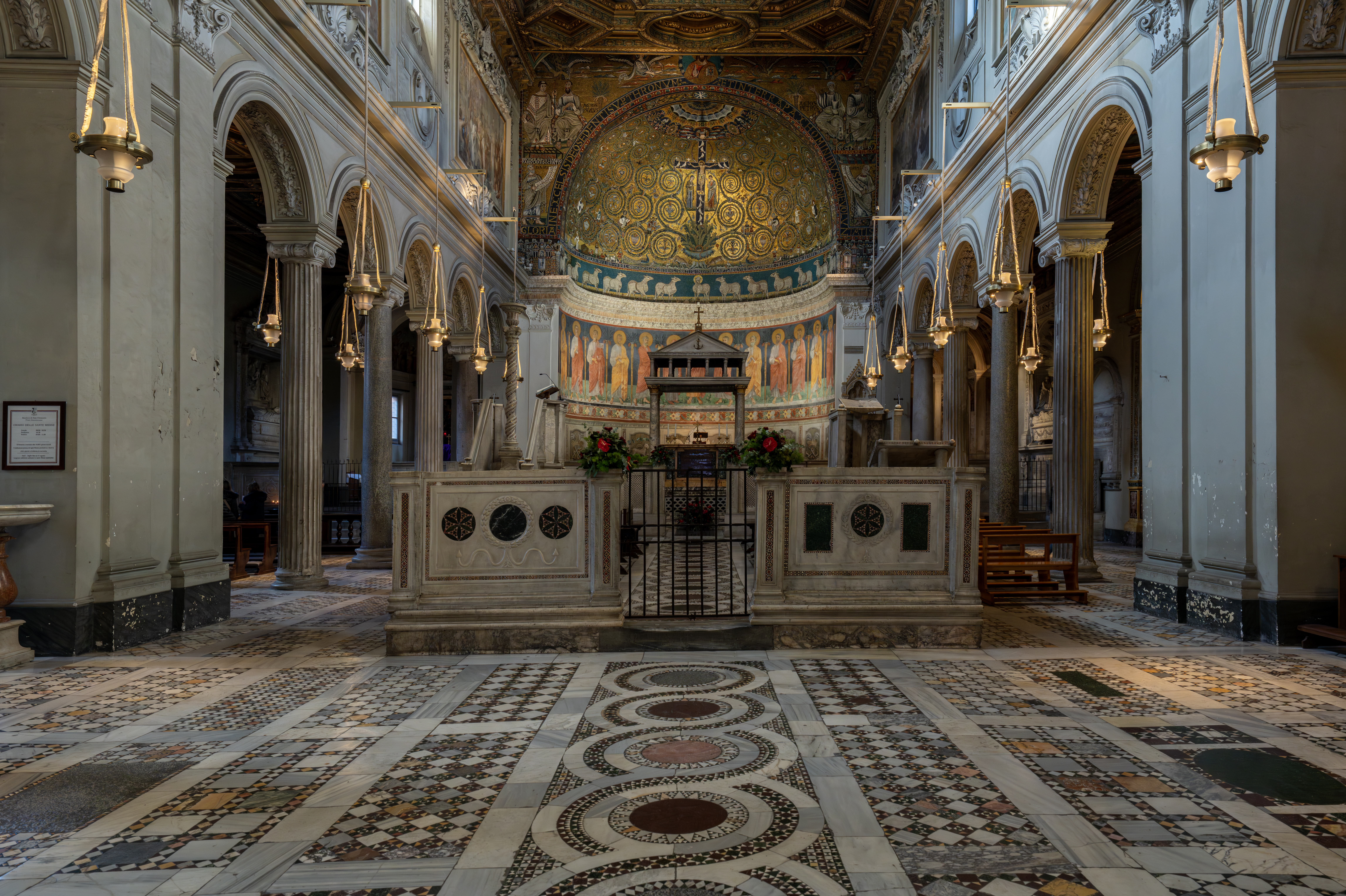
Basílica de Sant Climent, a Roma, on està enterrat el sant